# Элтаваям
Элтаваям — река на северо-западе Камчатки.
Длина реки — 35 км. Протекает по территории Карагинского района Камчатского края. Впадает в залив Шелихова Охотского моря.
Название в переводе с корякского гылтаваям — «река, протекающая в снегах» (скорее всего имеются ввиду наледи).
По данным государственного водного реестра России относится к Анадыро-Колымскому бассейновому округу.